# Stammliste der Kämmerer von Worms

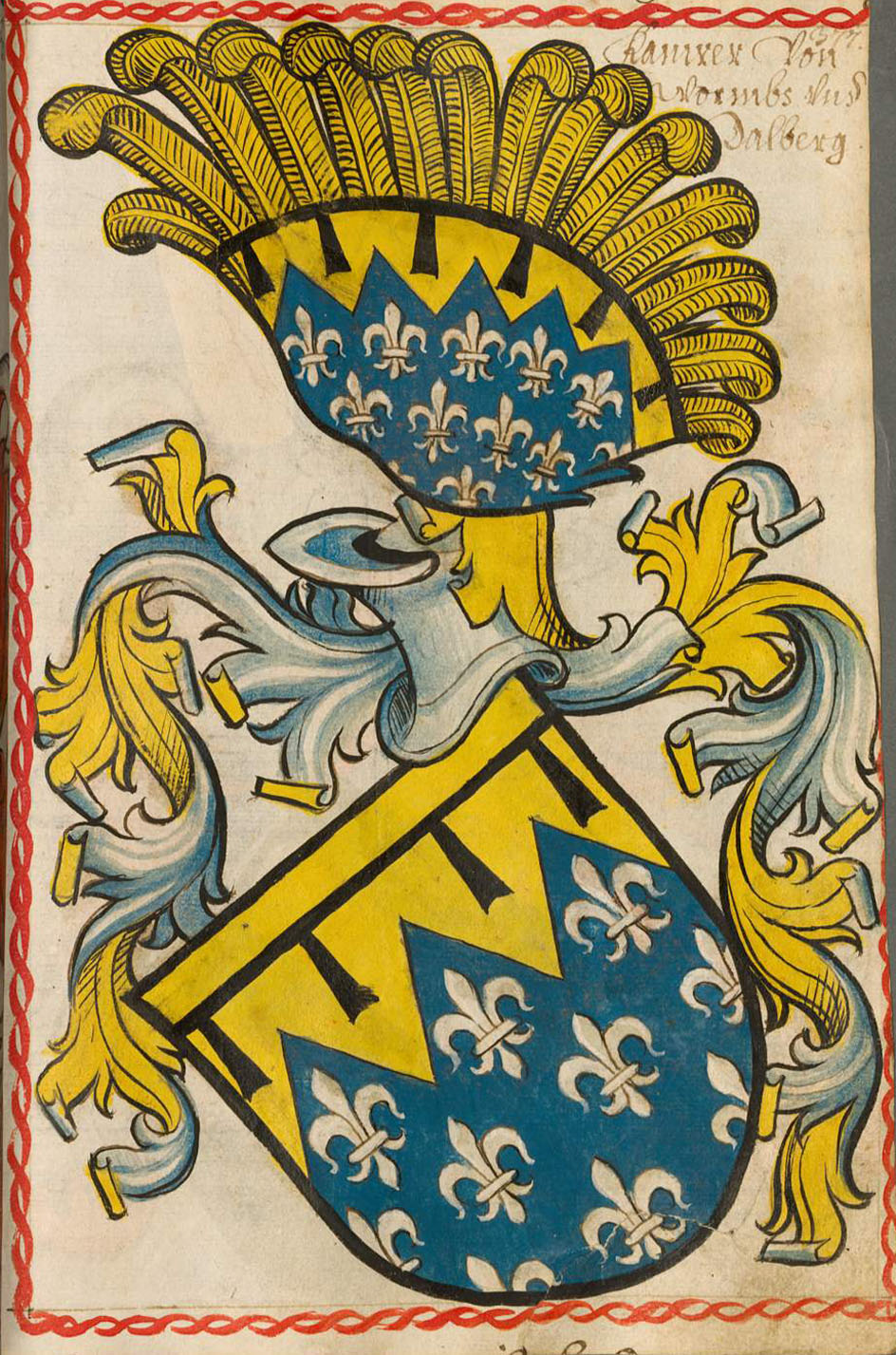
Wappen der Kämmerer von Worms
Scheiblersches Wappenbuch
1450–1480

Die Kämmerer von Worms waren eine weit verzweigte deutsche Familie des Niederadels. Der bekannteste und längst überlebende Zweig war die Linie von Dalberg.

## Vorbemerkung
Die Familie ist seit dem 12. Jahrhundert nachweisbar. Zuordnungen von Personen zu dieser Familie, die vor dieser Zeit lebten, wurden ohne jeden Beleg vorgenommen.
Die Hauptquellen dieser Stammliste widersprechen sich im 14. Jahrhundert an einigen Punkten hinsichtlich der Filiation einiger Familienmitglieder. Darauf ist in den Anmerkungen jeweils hingewiesen.

## Name
Die Familie nannte sich ab dem 13. Jahrhundert nach dem führenden Amt, das Familienmitglieder einnahmen, Kämmerer von Worms. Diese Funktion bezog sich auf das Bistum Worms, nicht die Stadt Worms. Anschließend – auch um die Mitglieder verschiedener Zweige der Familie unterscheiden zu können – traten die Namen erworbener Burgen, die als „Stammsitze“ dienten, als Namensbestandteil hinzu, so etwa Waldeck, Herrnsheim oder  Kropsburg. Die ursprüngliche Funktionsbezeichnung Kämmerer von Worms entleerte sich inhaltlich zunehmend und wurde zum Titel.

## Stammliste

### Vorfahren
1. Embricho (erwähnt zwischen 1090 und 1112)
  1. Hartwin (erwähnt zwischen 1090 und 1104), Richter
  2. Embricho (erwähnt zwischen 1090 und 1112)
    1. Arnold von Winkel (erwähnt zwischen 1118 und 1142), eventuell identisch mit Arnold de Rodenesheym (erwähnt zwischen 1143 und 1148), Schultheiß in Rüdesheim
      1. Giselbert von Rüdesheim (erwähnt zwischen 1130 und 1152)
        1. Konrad von Rüdesheim (erwähnt zwischen 1154 und 1173), Vizedominus des Erzbistums Mainz
          1. Gerardus (Gerhard) der Ältere (erwähnt zwischen 1208 und 1229), Vizedominus des Bistums Worms ⚭ Mechtild († 5. März eines unbekannten Jahres)
            1. Gerhard I. (der Jüngere), * um 1200, † 21. Januar 1248,[4][Anm. 1] 1229: Vizedominus des Bistums Worms; 1238: Kämmerer von Worms; 1239: erblicher Kämmerer von Worms ⚭ Beatrix von Randeck, Tochter von Albert oder Albrecht[5], Stammvater der Kämmerer von Worms
            2. Riche(r)zo (erwähnt zwischen 1226 und 1237) ⚭ Agnes zw. 1226/1237
              1. Peter I., * um 1270[6], † 1297[Anm. 2] ⚭ 1. NN, Tochter von Konrad von Weinsberg und Margareta Schenkin von Schüpf, † 1306, ⚭ 2. Demuth von Löwenstein, † nach 1354
                1. Johann VI., * um 1300[7], genannt ab 1327, † 1344 ⚭ NN von Bechtoldsheim
                  1. Johann X., genannt Mennel, * um 1327[8], genannt ab 1295, † 27. Mai 1326, Kanoniker des Paulusstifts in Worms

              2. Wolf, erwähnt 1284
                1. Wolf, genannt 1296
                  1. Wolf, genannt 1337
                  2. NN (Tochter) ⚭ Winand Wolf von Sponheim

              3. Wilhelm, † 8. Juni 1287 in Worms, Dekan von St. Martin in Worms

          2. Konrad, Kämmerer von Worms (erwähnt zwischen 1213 und 1216)
          3. Tochter (erwähnt 1220)

        2. Heinrich von Rüdesheim (erwähnt 1168), geistlich
        3. Arnold Albus von Rüdesheim (erwähnt 1173)
        4. Giselbert von Rüdesheim: Nachkommen: Familie von Rüdesheim

      2. Arnold von Rüdesheim (erwähnt zwischen 1152 und 1153)

    2. Hartwin (Hartwig) (erwähnt zwischen 1118 und 1142)
    3. Embricho von Winkel (erwähnt zwischen 1112 und 1158)

### Kämmerer von Worms
1. Gerhard I. (der Jüngere), * um 1200, † 21. Januar 1248,[9][Anm. 3] 1229: Vizedominus des Bistums Worms; 1238: Kämmerer von Worms; 1239: erblicher Kämmerer von Worms ⚭ Beatrix von Randeck, Tochter von Albert oder Albrecht[10]
  1. Ulrich, * um 1230[11], † 1250[Anm. 4] ⚭ Guda[12]
    1. Konrad, * um 1255, † nach 1265[13]

  2. Heinrich I., * um 1225[14] erwähnt seit 1251[15], † 17. oder 21. November 1301 ⚭ 1. Rosina von Waldeck, † 1250[16]; 2. Hedwig von Friesenheim, † 5. August 1308
    1. Hedwig, erwähnt ab 1278, † 17. September eines unbekannten Jahres ⚭ Truchseß Philipp Winter von Alzey, erwähnt zwischen 1278 und 1290
    2. Wilhelm, erwähnt seit 1279, † 17. September 1314, Dekan von St. Martin in Worms
    3. Gerhard, erwähnt seit 1298, † 1350, Dekan des Paulusstifts in Worms
    4. Johann I., genannt von Boppard, * um 1257 aus der zweiten Ehe seines Vaters[17], erwähnt zwischen 1297 und 1335, beigesetzt in der St. Martin in Worms ⚭ 1312 Irmgard, * um 1270[18], † 16. Mai 1344, beigesetzt in der Martinskirche in Worms
      1. Johann VII., * um 1300[19], erwähnt seit 1326, † 1359 ⚭ 1347 Jutta von Rannenberg, † 29. November 1376, bestattet im Kloster Maria Himmelskron in Hochheim (heute: Worms)
        1. Henichin I., genannt von Boppard, * um 1330[20], † 30. Juli 1373, bestattet im Kartäuserkloster Mainz ⚭ vor 6. Juni 1359 Erlinde, † 7. Mai, in einem Jahr nach 1373
        2. Friedrich III., genannt von Boppard, * um 1331[21], erwähnt seit 1375, † 11. Mai 1388, bestattet im Kloster Maria Himmelskron, Hochheim, Kammerherr des Kurfürsten der Pfalz ⚭ Lisa, Tochter des Kuno von Winneburg, † 21. Januar 1378
          1. Friedrich IV., * um 1350[22], † 1428, Kammermeister des Kurfürsten von der Pfalz ⚭ 1374 Anna, Tochter des Heinrich von Bickenbach, verwitwete von Fleckenstein[23]
            1. Friedrich V., * 1375, † 17. November 1383[24]

        3. Kunigunde, * um 1340[25], † 1363 ⚭ vor 25. Mai 1362 Heinrich von Erligheim, Vizedominus in Heidelberg, † 1376[26]
        4. Guda, Priorin des Klosters Kloster Marienberg in Boppard
        5. Margareta, Nonne im Kloster Marienberg in Boppard
        6. Barbara

      2. Bertold, * um 1296[27], geistlich

    5. Heinrich II. zu Gundheim[Anm. 5], * um 1254[28], erwähnt seit 1297[29], † Juli 1316 ⚭ 1311 Gudula von Meckenheim, † 31. März 1346, bestattet im Kloster Maria Himmelskron, Hochheim
      1. Gerhard, erwähnt seit 1314, † 21. Januar 1353
      2. Irmgard, † 1344[30] ⚭ Johann Beyer von Boppard, † 1344
      3. Friedrich I., * um 1288[31], † vor 6. August 1329[32]
      4. Johann V., * um 1295[33], erwähnt seit 1326, † 5. Mai 1363 ⚭ vor 6. Juli 1359 Elisabeth von Rodenstein, * um 1308[34], erwähnt seit 1340, Tochter des Konrad von Frankenstein
        1. Elisabeth, * um 13308[35], erwähnt ab 1361, † 15. Dezember 1388 ⚭ 1. Ruprecht von Randeck, ⚭ 2. Johann Vogt von Hunolstein, erwähnt zwischen 1369 und 1390
        2. Henichin II., genannt von Rodenstein, * um 1335[36], genannt ab 1365, † 1413. Er blieb unverheiratet.

      5. Heinrich V., * um 1297, † um 1339[37], Geistlicher im Kloster St. Jakob in Mainz

    6. Sohn † 1314 ⚭ Mezza
    7. Mechthild
    8. Irmgard

  3. Gerhard II., * um 1229[38], erwähnt ab 1251[39], † 8. Januar 1297 ⚭ vor 1263 Mechtild Fuchs von Rüdesheim, † 4. Juni 1319, Tochter von Giselbert (Vizedom im Rheingau[40]) und Jutta
    1. Gerhard IV., genannt Hanen, * um 1269[41], erwähnt ab 1297, † 4. März 1345 ⚭ 1. Guda von Weinsberg, * um 1269[42], † 1319, Tochter des Konrad von Weinsberg; ⚭ 2. 1322 Margareta, † 29. Juli in einem Jahr nach 1335
      1. Gerhard VII. (aus der ersten Ehe seines Vaters), * um 1315[43], erwähnt ab 1326, † 6. Oktober 1356 ⚭ 1354 Mechela Buches von Staden, † 7. April 1383
        1. Johann XIII. (Henichin), * um 1357[44], erwähnt ab 1354, zwischen 1381 und 1387[Anm. 6]: kurpfälzischer Hofmeister, † 28. November 1387 ⚭ Elisabeth von Weingarten, † 3. Februar, vor 1387, Tochter von Orth und Erlind Kopp von Saulheim
          1. Otto (orth), * um 1370[45], erwähnt ab 1392, † 31. Mai 1415 ⚭ 1392 Gertrud, Tochter des Heinrich von Lindau, † vor 1415[46]
            1. Johann XVIII. , * um 1396[47] erwähnt ab 1415, † 14. Oktober 1427, unverheiratet

        2. Kuno, * um 1348[48], erwähnt seit 1354, † 25. März 1406
        3. Agnes, * um 1349[49], erwähnt ab 1354 ⚭ Hartmut den Jüngeren von Cronberg, erwähnt ab 1348, † 1370

      2. Giselbert II. genannt Voys, * um 1324[50], erwähnt ab 1326, † 14. Dezember, nach 1352 ⚭ 1. Adelheid, * um 1325[51], Tochter von Wiprecht Swende von Weinheim, † 24. Juli 1343, ⚭ 2. NN von Partenheim
        1. Giselbert III. (aus der zweiten Ehe seines Vaters), genannt Foys, * um 1345[52], genannt ab 1359, † 24. November 1386
        2. Wiprecht I. (aus der zweiten Ehe seines Vaters), * um 1346[53], genannt ab 1382, † 23. Juli 1410 ⚭ 1364 NN, verwitwete Schneeberg von Wartenberg, Tochter von Sifrid und Bega Buser von Ingelheim[54]
          1. Wiprecht II., * um 1365, † um 1410[55] an einem 24. April[56]
          2. Adelheid, * um 1366, † um 1420[57] ⚭ Hartmann Ulner von Dieburg, genannt zwischen 1406 und 1440

        3. Greta (aus der zweiten Ehe ihres Vaters), * um 1347[58], † 13. Juli, nach 1382[Anm. 7] ⚭ 1. 1354 Rudolf von Asemburg, genannt Sulc(h)zen, † 1369, ⚭ 2. Hartmann Beyer von Boppard, † 29. Januar 1389[59]

      3. Johann IX., * um 1323[60], erwähnt 1329, † 16. März 1374 ⚭ NN
        1. Johann XII., * um 1345[61], † 7. September 1378, Kanoniker an St. Martin in Worms und dort auch beigesetzt
        2. Metze (aus der zweiten Ehe ihres Vaters), * um 1350[62], erwähnt zwischen 1373 und 1381 ⚭ Gerhard von Odenbach, genannt von Kropsberg, * um 1350[63], erwähnt ab 1338, † 1373
        3. Greta, erwähnt 1368 ⚭ Johann von Wachenheim, erwähnt 1351 bis 1368
        4. Hubert (aus der zweiten Ehe seines Vaters), * um 1350[64], erwähnt 1367

      4. Beatrix ⚭ Dirolf Schmutzel von Dirmstein

    2. Giselbert, genannt Voys, genannt 1316 als Kanoniker an St. Martin in Worms
    3. Gisela, erwähnt ab 1229, † 10. September 1334 ⚭ Konrad von Rüdesheim aus der Familie der Brömser von Rüdesheim, erwähnt ab 1276, † 29. Mai 1322
    4. Metza, † 7. März 1339, bestattet im Kloster Disibodenberg ⚭ Johann I. vom Stein-Kallenfels, Burggraf zu Böckelheim, erwähnt seit 1310, † 10. September 1362
    5. Johann III., genannt von Waldeck, erwähnt 1298, 1317/1318 Mitglied im Rat der Stadt Worms, † 2. November 1350[Anm. 8], Stammvater der Kämmerer von Worms, genannt von Waldeck ⚭ 1. vor 29. Juli 1302 Juliane[Anm. 9], Tochter von Winand und Jutta von Spiegelberg, verwitwete von Waldeck ⚭ 2. Furderer von Enzberg[65]
    6. Margareta, erwähnt 1313
    7. Odilia

  4. Embricho I. (Emercho I.)[66]), * um 1229[67], erwähnt ab 1251[Anm. 10], † 1295 ⚭ NN von Dahn oder von Than[68]
    1. Johann, † 4. Mai 1330, 1298: Dekan an der Thomaskirche in Straßburg
    2. Embricho II. (Emercho II.[69]), * um 1257, † um 1312[70] ⚭ vor 9. April 1293 Kunigunde, Tochter von Johann und Christentia von Hoheneck, verwitwete von Kellenbach[71], † 24. August, nach 1312
      1. Johann IV., genannt von Kellenbach, * um 1287[72], erwähnt zwischen 1332 und 1350, Kanoniker an St. Martin in Worms
      2. Friedrich II., genannt von Kellenbach, * um 1290[73], erwähnt ab 1335, † 26. Februar 1369[Anm. 11] ⚭ NN, * um 1295, † 1368[74], Tochter des Philipp und der Anna von Albig, verwitwete von Ingelheim
        1. Johann VIII., genannt von Kellenbach, * um 1318[75], † 16. September 1369 ⚭ Margarete[76]
          1. Friedrich V., * um 1345[77], † 17. November, vor 1383

        2. Friedrich, erwähnt zwischen 1372 und 1428 ⚭ Anna, Tochter von Heinrich X. von Bickenbach, Witwe des Johann von Wasseln

      3. Embricho III. (Emercho III.[78]), * um 1289[79], genannt ab 1343, † 27. September, nach 1349, Kanoniker am Stift St. Paulus in Worms
      4. Anna, † 1350 in Rom
      5. Margareta, † 1350 in Rom
      6. Kunigunde, † 1350 in Rom
      7. Heinrich, erwähnt ab 1353, † 7. April 1357, bestattet in Dürkheim
        1. Heinrich VI., genannt von Dürkheim, erwähnt ab 1351, † 14. oder 15. Februar 1392 , beigesetzt in St. Martin in Worms ⚭ Elisabeth, Tochter von Siegfried und Bega Buser von Ingelheim, verwitwete von Wartenberg, † 22. Dezember 1386[Anm. 12], beigesetzt in St. Martin in Worms
          1. Heinrich VII., * um 1360, erwähnt seit 1397, † 14. Juni 1428[Anm. 13] ⚭ 1. vor dem 3. September 1384 Anna, Tochter von Friedrich IV. von Fleckenstein, Landvogt im Unterelsass, † 21. Januar 1419[Anm. 14], begraben in der Katharinenkirche in Oppenheim; ⚭ 2. 1419 Anna von Bachenstein; sie heiratet in zweiter Ehe 1429 Werner Winter von Alzey.
            1. Tochter ⚭ Hans Blick von Lichtenberg

    3. Heinrich III., * um 1259[80], genannt Dahn, genannt ab 1298, † vor 1343 ⚭ Hedwig, † 1343, Tochter des Friedrich von Meckenheim
      1. Heinrich IV., * um 1290, † 17. April 1357, beigesetzt in (Bad) Dürkheim ⚭ NN von Ingelheim, Witwe[81]

    4. Dietrich, erwähnt ab 1335, † 12. März 1258, bestattet in Dürkheim

  5. Weiterer Sohn oder Söhne (genannt 1229 und 1239)

### Kämmerer von Worms, genannt von Waldeck
1. Johann III., genannt von Waldeck, erwähnt 1298, 1317/1318 Mitglied im Rat der Stadt Worms, † 2. November 1350[Anm. 15], Stammvater der Kämmerer von Worms, genannt von Waldeck ⚭ 1. vor 29. Juli 1302 Juliane[Anm. 16], Tochter von Winand und Jutta von Spiegelberg, verwitwete von Waldeck ⚭ 2. Furderer von Enzberg[82]
  1. Mechtild (auch: Mathilde[83]), * um 1303[84], genannt zwischen 1323 und 1366[Anm. 17] ⚭ 1. Merkelin von Kropsburg, genannt ab 1323, vor † 1345[Anm. 18], ⚭ 2. Friedrich Greiffenclau zu Vollrads, genannt zwischen 1353 und 1368[Anm. 19]
  2. Henekin[Anm. 20], genannt 1326
  3. Winand I., * um 1302[85], genannt ab 1332[86], † 2. März 1365 ⚭ nach 1330 Demudis von Bechtoldsheim, † 29. Mai 1348[Anm. 21], bestattet in der Katharinenkirche in Oppenheim, Tochter von Peter und Demudis von Löwenstein
    1. Peter II., * um 1338[87], genannt von Bechtoldsheim, erwähnt seit 1354, † 13. März 1387[88], ab 1370 Amtmann in Odernheim ⚭ um 1365 Elisabeth, Witwe des Hermann von Biegen und Tochter von Sigfried von Lindau und Irmengard, geborene von Bommersheim. Elisabeth wurde ab 1339 erwähnt[Anm. 22], † 31. Juli 1371[Anm. 23], beigesetzt in Bechtoldsheim.
      1. Elisabeth, † als Kind
      2. Winand, † als Kind
      3. Wolf, † als Kind[89]
      4. Irmgard (Bertha), genannt ab 1387, † 1440[Anm. 24], bestattet in Neckarsteinach ⚭ Dietrich Landschad von Steinach, † 13. November 1439
      5. Peter III. (der Jüngere), * um 1372[90], erwähnt ab 1389, † 20. März 1397[Anm. 25], bestattet in Bechtoldsheim ⚭ 1.) 1388 Liebmund von Reifenberg, † 30. Dezember 1388, bestattet in Bechtoldsheim, ⚭ 2.) 1389 Ida, Tochter von Konrad und Ida von Franckenstein, erwähnt zwischen 1398 und 1405. Sie heiratete anschließend Johann Boos von Waldeck.[91]
        1. Henichin III., * um 1390[92], † 27. Juli 1397
        2. Ida, * 1393[93], erwähnt ab 1400[94], † 1439 ⚭ Dieter IV. Kämmerer von Worms, erwähnt ab 1404, † 12. März 1458, 1420: Burggraf der Starkenburg, 1425–1431 erzbischöflich Mainzer Vizedom von Aschaffenburg

      6. Demudis, erwähnt ab 1395, † 28. Februar 1425[95] ⚭ um 1390[96] Eberhard von Hirschhorn, erwähnt ab 1380, † 15. November 1420[Anm. 26]

    2. Wolfgang I. (Wolfram, Wolf), * um 1336[97], erwähnt ab 1366, † nach dem 4. Februar 1377. Er stiftete ein Hospital in der Gemeinde
    3. Johann XI. (Hennichen), genannt von Hohenstein, auch: von Dalberg, genannt ab 1366[98], † 9. Oktober 1415[Anm. 27], bestattet in der Katharinenkirche in Oppenheim. Er war seit 1366 Amtmann von Stadt und Burg Oppenheim, seit 1377 Hofmeister des Kurfürsten der Pfalz; ⚭ 1.) um 1375 Elisabeth, Tochter von Philipp des Älteren von Winneburg, † 25. August 1397, bestattet in der Katharinenkirche in Oppenheim; ⚭ 2.) 26. März 1398[99] Anna, Tochter von Konrad von Bickenbach, † 22. Mai 1415, bestattet in der Katharinenkirche in Oppenheim.
      1. Johann XIV., † 18. Oktober 1383, bestattet in Oppenheim, aus der 1. Ehe seines Vaters
      2. Greta, † 24. Juli 1383, aus der 1. Ehe seines Vaters
      3. Anna, † 30. Oktober 1410, bestattet in Oppenheim[100], aus der 2. Ehe ihres Vaters
      4. Ida, † 1411, bestattet in Oppenheim, aus der 2. Ehe ihres Vaters
      5. Johann XVII.[Anm. 28], der Ältere, erwähnt ab 1390[101] oder 1415[102], † 2. Juli 1431 in der Schlacht von Bulgnéville war Burggraf der Starkenburg ⚭ 1424 Anna, Tochter von Hans und Guitgin (Guta) von Helmstatt, † 10. April 1466, bestattet in Oppenheim
        1. Wolfgang III. Kämmerer von Worms, genannt von Dalberg, * 4. September 1426[Anm. 29], † 20. September 1476, Hofmarschall des pfälzischen Kurfürsten Friedrich I. ⚭ 1444[Anm. 30] Gertrud, Tochter von Friedrich von Greiffenclau zu Vollrads, * 1430/1435[103], † 10. August 1502[Anm. 31], bestattet in der Katharinenkirche in Oppenheim
          1. Nachkommen: siehe Stammliste der Familie von Dalberg

        2. Philipp I. zu Herrnsheim, * 28. August 1428[Anm. 32] in Oppenheim[104], † 3. Mai 1492 in Herrnsheim[105], bestattet in St. Peter in Herrnsheim, Rat des Bischofs von Speyer ⚭ Bärbel, Tochter von Friedrich und Margareta von Flersheim, * um 1435[106], † 13. Dezember 1483 in Herrnsheim[107]
          1. Nachkommen: siehe: Kämmerer von Worms, genannt von Herrnsheim und weitere

        3. Guda, genannt 1464 als Nonne im Kloster Marienberg bei Boppard[Anm. 33]
        4. Anna, * 1427[108] ⚭ Kaspar von Fleckenstein

      6. Demudis, aus der 2. Ehe ihres Vaters, genannt 1414–1446[109], † nach dem 3. April 1455, beigesetzt in Remagen[110] ⚭ 4. Juli 1414 Nikolaus VI. von Hunolstein, † Januar oder Februar 1455, bestattet in Remagen[111]

    4. Kuno I., erwähnt in einer Urkunde vom 27. April 1382[112]
    5. Fohis, erwähnt in einer Urkunde vom 27. April 1382[113]

  4. Juliana, Nonne im Kloster Maria Himmelskron in Hochheim, erwähnt ab 1334, † 1351 an der Pest[114]
  5. Anna, Nonne im Kloster Maria Himmelskron in Hochheim, erwähnt ab 1334, † 1351 an der Pest[115]
  6. Byzelin, Nonne im Kloster Maria Himmelskron in Hochheim, erwähnt ab 1334, † 1351 an der Pest[116]
  7. Agnes, genannt zwischen 1334 und 1351 ⚭ Heilmann von Bommersheim[117]
  8. Dieter II., genannt ab 1334, † 23. Juli 1371 ⚭ nach 1334 Katharina, verwitwete von Scharffenstein[Anm. 34], Tochter von Klaus und Nesa Salman zum Silberberg[118], † 8. Juli 1351
    1. Ilia, genannt 1350 bis 1380 ⚭ 1350 Heinrich von Tann, † 1372[119]
    2. Katharina[Anm. 35] ⚭ vor 2./3. Juni 1385 Kontz Landschad von Steinach
    3. Dieter III., der Jüngere, genannt ab 1360, † 23. September 1398, war 1387 Bürgermeister von Worms ⚭ Guda, Tochter des Konrad Landschad von Steinach, † 16. September 1403[Anm. 36], bestattet im Kloster Maria Himmelskron in Hochheim
      1. Johann XVI., * um 1390[120], genannt zwischen 1404 und 1440[121], † um 1445[122] ⚭ Margarete, Tochter des Bernhard von Hirzberg. In zweiter Ehe heiratete sie ihren Schwager Dieter IV. Kämmerer von Worms in dessen dritter Ehe.
        1. Johann XIX., * um 1435, † 15. Januar 1477 (gefallen in der Schlacht bei Nancy)[123] ⚭ ?[Anm. 37]

      2. Gudechin, 1395 Nonne, 1427 Magistra (Priorin) im Kloster Maria Himmelskron in Hochheim
      3. Katharina, erwähnt ab 1404, † 22. Juni 1422 ⚭ vor 1404 Friedrich IV. von Fleckenstein-Dagstuhl, † 2. Juli 1431 in der Schlacht von Bulgnéville
      4. Johann (Hans), erwähnt 1404–1411[124]
      5. Guitgin (Guta), erwähnt zwischen 1415 und 1417 ⚭ 1.) Reinhard von Sickingen, † 1415, ⚭ 2.) 1417[125] Dietrich von Rathsamhausen
      6. Dieter IV. Kämmerer von Worms, * um 1385[126], erwähnt ab 1404, † 12. März 1458[Anm. 38], 1420: Burggraf der Starkenburg, 1425–1431 erzbischöflich Mainzer Vizedom von Aschaffenburg ⚭ 1.) 1412[127] Ida, Tochter von Peter III. Kämmerer von Worms, erwähnt ab 1413, † 1439 ⚭ 2.) 1438[128] oder 1440[129] Casula, Tochter von Hermann und Casula von Udenheim, † 13. August 1448 ⚭ 3. um 1450[130] Margareta, Tochter von Bernhard von Hirzberg und Witwe von Johann XVI. Kämmerer von Worms, † 4. Dezember 1463, beigesetzt in St. Martin in Worms[131]
        1. Dieter[132], † 15. März 14(30)? ⚭ Margarethe von Hirzberg, † 4. Dezember 1463
        2. Adam I., * um 1413[133] (aus der ersten Ehe seines Vaters), † 18. Dezember 1463[Anm. 39], beigesetzt in St. Martin in Worms[134] ⚭ 1433 Kunigunde Beyer von Boppard, † 21. März 1476[Anm. 40]. Nach dem Tod ihres Mannes wird sie Nonne und starb als Äbtissin des Klosters Marienberg bei Boppard.
          1. Adam II., * um 1435[135], † 6. Dezember 1463[Anm. 41], beigesetzt in St. Martin in Worms[136]

        3. Johann, † 13. Juli 1432[137] oder 13. August 1432[138] oder 1465[139]
          1. Adam, † 6. Dezember 1463

      7. Elisabeth, erwähnt ab 1417[140], † 1452 ⚭ Ulrich II. von Bickenbach, † 4. Juni 1461
      8. Margareta, erwähnt ab 1417, † 21. April 1458, bestattet in der Katharinenkirche in Oppenheim ⚭ 1427[141] Johann von Sickingen, † 26. Februar 1469, bestattet in St. Gallus in Ladenburg, Oberschultheiß von Oppenheim[142]
      9. Anna (Kunelina), † 1. Dezember 1452, bestattet in der Johanniterkommende in Straßburg ⚭ 1.) vor dem 22. August 1404 Rudolf von Hohenstein, ⚭ 2.) Heinrich von Landsberg, erwähnt seit 1420, † 1471, bischöflicher Vizedom in Straßburg

    4. Anna, erwähnt ab 1372, † 28. September 1401[Anm. 42] ⚭ Johann I. von Franckenstein, † 29. September 1401, bestattet in Eberstadt
    5. Johann, † 22. November 1387[143]

  9. Elsa, erwähnt 1334 als minderjährig[144][Anm. 43] und 1374, ⚭ Heinrich Bottendal von Trechtingshausen[145][Anm. 44]
  10. Gerhard VI., * um 1303, † 21. Januar 1352 ⚭ Greta (Margareta) von Dalberg[146]

### Kämmerer von Worms, genannt von Herrnsheim und weitere
1. Philipp I. zu Herrnsheim, * 28. August 1428[Anm. 45], † 3. Mai 1492, bestattet in Herrnsheim[Anm. 46], Rat des Bischofs von Speyer ⚭ 29. August 1453[147] Barbara, Tochter von Friedrich und Margareta von Flersheim, † 13. Dezember 1483
  1. Guda, Priorin des Klosters Maria Himmelskron in Hochheim[148]
  2. Wolfgang V., * 1469 oder 1470, † 24. Februar 1549[Anm. 47], bestattet in Herrnsheim. Er war seit 1539 Amtmann in Oppenheim ⚭ 25. Mai 1495[149] Elisabeth, Erbtochter von Eberhard Vetzer von Geispitzheim († 1520) und Lisa von Ingelheim, † 24. August 1534, bestattet in St. Peter in Herrnsheim
    1. Eberhard I. zu Bechtoldsheim, * um 1500[150] oder vor 1510[151], genannt ab 1520, † 25. September 1559[152][Anm. 48][Anm. 49], bestattet in St. Peter in Herrnsheim, wo sein Grabmal, ein Flachrelief, erhalten ist. ⚭ 1.) 28. November 1531[153] Ursula, Tochter von Frowin von Hutten und Kunigunde von Hattstein, † 19. April 1555, bestattet in Herrnsheim; ⚭ 2.) 1556[154] oder 1559[155] Anna von Wernau, genannt ab 1519[Anm. 50], bestattet in Herrnsheim
      1. Philipp VI., * 1532[156] oder 1556[157], † 6. September 1559. Philipp VI. war lange Zeit krank und starb ohne Nachkommen.[158]

    2. Margareta,* vor 1500[159], † 27. Januar 1556[160] oder † 27. Juni 1546[161], bestattet in St. Laurentius in Weinheim ⚭ 18. August 1529[162] Ulrich Ulner von Dieburg, † 16. November 1550, bestattet in St. Laurentius in Weinheim
    3. Anna, * nach 1500[163], † 6. Februar 1549, bestattet in Hattenheim ⚭ 1522 Dietrich von Schönenberg[Anm. 51], † 10. November 1542, kurpfälzischer Marschall und Burggraf in Alzey

  3. Margareta, † 2. November 1518[Anm. 52] ⚭ 4. September 1475[164] Georg III. von Rechberg zu Staufeneck, † 6. November 1527
  4. Johann XXII. zu Kropsburg, * 1454[165], † 22. Oktober 1531, bestattet in der Kirche St. Martin in Sankt Martin in der Pfalz ⚭ 1484[166] Katharina, Tochter von Johann VI. und Katharina von Cronberg, * um 1465[167], † 22. Juli 1510, in der Kirche St. Martin in Sankt Martin in der Pfalz.
    1. Elisabeth, * 1485[168], Dominikanerin im Kloster Himmelskron in Hochheim[169]
    2. Balthasar I., * um 1495[Anm. 53], † 1528, 1514: Domherr in Speyer. Er trat von dieser Position zurück und ⚭ um 1520[170] Maria Anna Jakob(e)a von Neuhausen, * 1507/1508[171], † 18. Juli 1582[172] oder 18. August 1582[173], bestattet im Speyerer Dom. Maria Anna Jakobea heiratete nach dem Tod ihres ersten Mannes noch zwei Mal: ⚭ 2.)Johann Sebastian von Hirnheim, Richter am Reichskammergericht, † 31. Mai 1555; ⚭ 3.) NN von Hohenstein, Amtmann in Höchst und Hofheim am Taunus.[174]
      1. Margareta (genannt 1534–1540[175]) ⚭ 1538 Wolf von Hattstein-Weilburg, Amtmann in Höchst und Hofheim, † 1566

    3. Philipp III., * um 1487[176], Ritter des Deutschen Ordens
    4. Joachim, * um 1494[177], † 13. Juli 1532, bestattet im Speyerer Dom, 1518: Domherr in Worms, 1523: Domherr in Speyer[Anm. 54]
    5. Anna, * um 1489[178] ⚭ 1507 Dieter Landschad von Steinach, † 1519
    6. Johann XXIII., 1514 als Kanoniker des Cyriakusstifts in Neuhausen genannt, aber schon als Kind gestorben[Anm. 55]
    7. Ursula[Anm. 56], * um 1493[179], † nach dem 30. September 1521. Sie war Nonne im Kloster Marienberg bei Boppard.

  5. Barbara, genannt ab 1464, † 1535, 1469: Priorin des Klosters Marienberg bei Boppard[180]
  6. Agnes ⚭ Burkard IX. Sturmfeder von Oppenweiler[181]
  7. Anna, 1469 Nonne im Kloster Marienberg bei Boppard[182]
  8. Philipp II. , † als Kind, bestattet in Herrnsheim[183]